# Sirius XM
Sirius XM Holdings Inc. — американская радиовещательная компания в сфере спутникового радио и онлайн-радио, расположенная в нью-йоркском Мидтауне. Возникла в 2008 году после слияния Sirius Satellite Radio и XM Satellite Radio в SiriusXM Radio. Компании принадлежит 70 % акций дочерней компании Sirius XM Canada, предоставляющей услуги Sirius и XM в Канаде. 21 мая 2013 года была зарегистрирована Sirius XM Holdings, Inc., а в январе 2020 г. Sirius XM реорганизовала свою корпоративную структуру, в результате чего Sirius XM Radio Inc. стала прямым дочерним предприятием, находящимся в полной собственности Sirius XM Holdings, Inc.
29 июля 2008 года федеральная комиссия по связи одобрила слияние XM Satellite Radio и Sirius Satellite Radio, Inc., через 17 месяцев после того, как компании впервые предложили это. В результате слияния была создана компания с 18,5 миллионами подписчиков, стоимость сделки составила 3,3 млрд долл. США, не включая долг. Против предложенного слияния выступили те, кто считал, что оно создаст монополию. Sirius и XM утверждали, что слияние было единственным способом выживания спутникового радио..
В сентябре 2018 года компания согласилась приобрести сервис потоковой передачи музыки Pandora, сделка была закрыта 1 февраля 2019 года. С тех пор SiriusXM превратилась в крупнейшую компанию аудио-развлечений в Северной Америке..
По состоянию на 11 апреля 2021 года у Sirius XM было около 34,9 миллиона подписчиков.
Sirius XM Radio является основной точкой системы экстренного оповещения.

## Возникновение

### Sirius
Sirius Satellite Radio было основано Мартиной Ротблатт, которая занимала пост председателя правления новой компании. Соучредитель Дэвид Марголезе был главным исполнительным директором, а Роберт Брискман — президентом и главным операционным директором. В 1990 году Ротблатт основал Satellite CD Radio в Вашингтоне, округ Колумбия Компания первой обратилась в FCC с ходатайством о выделении неиспользуемых частот для спутникового радиовещания, что «вызвало фурор среди владельцев как крупных, так и малых [эфирных] радиостанций». В апреле 1992 года Ротблатт ушел с поста председателя и генерального директора, чтобы основать фонд медицинских исследований. Бывший инженер НАСА Брискман, разработавший спутниковую технологию компании, был затем назначен председателем и главным исполнительным директором. В ноябре 1992 года соучредитель Rogers Wireless Марголез, которая оказала финансовую поддержку предприятию, приобрела контроль над компанией и сменила Брискмана. Марголезе переименовал компанию в CD Radio и провел следующие пять лет, лоббируя в ФКС разрешить развертывание спутникового радио, а в следующие пять лет привлек 1,6 млрд долл. США, которые были использованы для создания и запуска трех спутников на эллиптическую орбиту из Казахстана в июле 2000 года. В 1997 году, после того как Марголезе получил разрешение регулирующих органов и «фактически создал отрасль», Федеральная комиссия по связи США также предоставила лицензию XM Satellite Radio, которое последовало примеру Сириуса. В ноябре 1999 года директор по маркетингу Ира Бар убедил Марголезе снова изменить название компании, на этот раз на Sirius Satellite Radio, чтобы избежать ассоциации с технологией компакт-дисков, которая скоро устареет. Заключив соглашения об установке с автопроизводителями, включая BMW, Chrysler и Ford, Sirius запустила начальную фазу своих услуг в четырёх городах 14 февраля 2002 года, 1 июля расширив сферу оказываемых услуг на всю территорию континентальных штатов.
В ноябре 2001 года Марголезе ушел с поста генерального директора, оставаясь председателем до ноября 2003 года. Джо Клейтон, бывший генеральный директор Global Crossing, занимал пост генерального директора с ноября 2001 г. по ноябрь 2004 г .; оставался председателем до июля 2008 г. Бывший президент Viacom Мел Кармазин стал генеральным директором в ноябре 2004 г. и оставался на этой должности после слияния до декабря 2012 г.

### XM
Происхождение XM Satellite Radio было петицией о нормотворчестве, поданной в Федеральную комиссию по связи (FCC) регуляторным юристом и основателем Satellite CD Radio Мартиной Ротблатт с целью установить частоты и правила лицензирования для первой в мире службы спутникового цифрового аудио радио (SDARS). 18 мая 1990 г. компания Satellite CD Radio, Inc. (SCDR) подала ходатайство о принятии правил, в котором она просила использовать спектр для предоставления услуг цифрового аудио-радио с качеством компакт-дисков, которые будут доставляться через спутники и дополнительные радиопередатчики. После распределения NPRM ФКС установила 15 декабря 1992 г. как последний срок для заявок, предлагающих спутниковый DARS, которые следует рассматривать вместе с заявкой CD Radio. Одно из таких приложений поступило от American Mobile Radio Corporation (AMRC), компании-предшественницы XM Satellite Radio. XM Satellite Radio было основано Лоном Левином и Гэри Парсонсом. Он берет свое начало в создании в 1988 году Американской мобильной спутниковой корпорации (AMSC), консорциума нескольких организаций, первоначально занимавшихся спутниковым вещанием телефонных, факсимильных сообщений и сигналов данных. В 1992 году AMSC создала подразделение под названием American Mobile Radio Corporation, занимающееся разработкой спутниковой цифровой радиослужбы; в 1998 году она была выделена как XM Satellite Radio Holdings, Inc. Запланированное финансирование было завершено к июлю 2000 года, после чего XM привлекла 1,26 миллиарда долларов США и заключила соглашения об установке с General Motors, Honda и Toyota. Первоначально запланированное на 12 сентября 2001 г. начало работы XM было отложено из-за террористических атак 11 сентября 2001 г. на Всемирный торговый центр и Пентагон. Первая передача XM Satellite Radio состоялась 25 сентября 2001 г., почти за четыре месяца до начала работы Sirius.

## Слияние

### Объявление
Впервые о возможном слиянии написала New York Post в январе 2005 года, окончательно сделка на 13 млрд долл. была объявлена после трёх месяцев переговоров 19 февраля 2007 года. К этому моменту обе спутниковых радиостанции имели около 14 млн клиентов (из которых 8 принадлежали XM), не были прибыльнымии и оценивались в 5,2 млрд долл (Sirius), и 3,75 млрд долл. (XM). Каждая подписка продавалась за 12,95 долл. США в месяц
Руководители XM и Sirius считали, что слияние снизит затраты на программирование за счет устранения дублирующихся станций и дублирующих маркетинговых затрат. Согласно их первоначальным операционным лицензиям, обеим компаниям не разрешалось владеть лицензиями друг друга. Приступая к слиянию, генеральный директор Sirius Мел Кармазин проигнорировал это правило, сделав ставку на то, что ФКС сочтет другие аудиоразвлечения конкурентами и позволит продолжить слияние, отменив действующее правило.

### Одобрение
После 57-недельного рассмотрения Министерство юстиции США одобрило слияние Sirius и XM 24 марта 2008 г., заключив, что спутниковое радио конкурирует с радио, онлайн-трансляциями, mp3-плеерами и планшетами. 25 июля 2008 г. ФКС одобрила слияние 3 голосами против 2, определив, что это не было монополией из-за конкуренции в Интернете. Председатель ФКС Кевин Мартин заявил: «Слияние отвечает общественным интересам и предоставит потребителям большую гибкость и выбор».
Самой большой проблемой для недавно объединённой компании была продажа большего количества подписок из-за падения продаж автомобилей в США, последующего снижения спроса на оснащенные спутниковым радио автомобили, а также конкуренции в области потокового онлайн-радио. Условия слияния включали разрешение любой сторонней компании производить устройства спутникового радио; производство новых радиостанций, которые могут принимать каналы XM и Sirius в течение одного года; предоставление потребителям возможности выбирать, какие каналы они хотели бы иметь; заморозка подписки на три года; выделение 8 % своих каналов для некоммерческих программ и выплата штрафов в 19,7 млн долл. за прошлые нарушения правил. 12 ноября 2008 года Sirius и XM начали объединение своих радиоканалов.
Каждая акция XM была заменена 4,6 акциями Sirius. Акционерам каждой компании первоначально принадлежало около 50 % присоединяемой компании. На момент слияния в число популярных программ Sirius входили каналы Говарда Стерна и Марты Стюарт; трансляции матчей НБА и НФЛ и гонок NASCAR. XM в свою очередь имело каналы Вилли Нельсона, Опи и Энтони, Снуп Догга и Опры Уинфри; и трансляции матчей Главной бейсбольной лиги.

### Противодействие
Национальная ассоциация телерадиовещателей была категорически против слияния, называя будущую объединённую компанию монополией. Вскоре после того, как Министерство юстиции поддержало слияние без ограничений, генеральные прокуроры 11 штатов (Коннектикут, Айова, Мэриленд, Миссисипи, Миссури, Невада, Огайо, Оклахома, Род-Айленд, Юта и Вашингтон) призвали Федеральную комиссию по связи США ввести ограничения на сделку. Несколько демократов в Конгрессе также выступили против слияния, назвав его антиконкурентным и критикуя администрацию Буша за то, что оно допустило его..

## После слияния
Через несколько месяцев компания столкнулась к угрозе банкротства по 11 главе, но в феврале 2009 года в обмен на 40 % своих акций получила кредит в 530 млн долл. от Liberty Media.
В четвёртом квартале 2009 года Sirius XM впервые получила прибыль с чистой прибылью в размере 14,2 миллиона долларов США. Это произошло после чистых убытков в размере 245,8 млн долларов США за год после слияния. Возрождение компании частично произошло благодаря кредиту от Liberty Media. Увеличение продаж автомобилей в США также стало фактором. Sirius XM закончил 2009 год с 18,8 миллионами подписчиков.
К концу 2012 года абонентская база Sirius XM выросла до 23,9 миллиона человек, в основном за счет расширения партнерских отношений с автопроизводителями и автодилерами; сильный толчок на рынке подержанных автомобилей; и продолжал улучшать продажи автомобилей в США в целом. Продление контракта с ведущим радиошоу Говардом Стерном до 2015 года (400 миллионов долларов США на пять лет, что на 100 миллионов долларов США меньше, чем предыдущий пятилетний контракт Стерна) также стало фактором устойчивого роста компании; Шоу Стерна собирало более 12 миллионов слушателей в неделю
12 января 2011 года XM Satellite Radio, Inc. была распущена как отдельная организация и объединена с Sirius XM Radio, Inc 11 апреля 2011 года Канадская комиссия по радио, телевидению и телекоммуникациям (CRTC) одобрила слияние Sirius и канадских филиалов XM в Sirius XM Canada..
11 апреля 2013 года апелляционный суд Нью-Йорка оставил в силе решение судьи Нью-Йорка от апреля 2012 года о том, что Ховард Стерн не имел права на бонусы за акции на основании прогнозов Sirius XM, превышающих целевые показатели подписчиков. Суд постановил, что подписчики XM Satellite Radio до слияния Sirius XM не должны считаться «подписчиками Sirius». Стерн утверждал обратное и настаивал, что его популярность сыграла неотъемлемую роль в покупке XM, из-за чего хотел получить 330 млн долл. бонусами за акции.
В 2017 году аудитория SiriusXM превысила 32 млн человек.
24 сентября 2018 года Sirius XM объявила о своем намерении приобрести Pandora за 3,5 млрд долларов США, сделка была закрыта 1 февраля 2019 г. The acquisition was completed on 1 February 2019. 19 октября 2020 года было завершено приобретение Stitcher.

### Руководство
После слияния генеральный директор Sirius Мел Кармазин стал генеральным директором объединённой компании, а председатель совета директоров XM Гэри Парсонс сохранил свою роль. XГенеральный директор и соучредитель XM Хью Панеро ушел в отставку в августе 2007 года, вскоре после первого объявления о слиянии.
Руководителям XM Satellite Radio, которым не предложили работу в новой объединённой компании, в 2007 году были утверждены «золотые парашюты». Бывший генеральный директор Нейт Дэвис получил выходное пособие в 10 млн долл., исполнительный вице-президент по программированию Эрик Топпенберг — 5,34 млн долл., финансовый директор Джозеф Эйтенойер — 4,9 млн долл, директор по маркетингу Вернон Ирвин — 4,5 миллиона долларов США.
В ноябре 2009 года Парсонс ушел с поста председателя Sirius XM, получив выплату в размере более 9 млн долл., его сменил бывший издатель и генеральный директор Los Angeles Times Эдди Хартенштейн В декабре 2012 года Мел Кармазин ушел с поста генерального директора Sirius XM после того, как Liberty Media получила контроль над 49,5 % компании, временным генеральным директором стал Джеймс Э. Мейер 30 апреля 2013 г. он был назначен бессменным генеральным директором, в этом же месяце на посту председателя совета директоров Sirius XM его сменил генеральный директор Liberty Media Грег Маффеи.
В октябре 2019 года Дениз Каркос была назначена директором по маркетингу а в ноябре 2019 года Алекс Люк был назначен старшим вице-президентом по цифровому контенту для SiriusXM и Pandora.
В сентябре 2020 года SiriusXM объявила, что Дженнифер Витц сменит Джеймса Мейера на посту главного исполнительного директора компании после его выхода на пенсию к 31 декабря 2020 года. Компания также наняла Шона Салливана из AMC Networks Inc. в качестве финансового директора.
В декабре 2021 года бывший технический директор Disney Streaming Services Джо Инцерилло был назначен техническим директором SiriusXM.

### Приложения для мобильных телефонов и интернета
Радиоконтент Sirius XM доступен для потоковой передачи в Интернете либо в качестве дополнения к существующим подпискам, либо в качестве опции только для Интернета.
В августе 2011 года SiriusXM объявила, что компания начнет предлагать персонализированное интерактивное онлайн-радио. MySXM дебютировал 15 апреля 2013 года, позволяя пользователям настраивать более 50 существующих каналов Sirius XM. MySXM доступен всем подписчикам Sirius XM
Интернет-плеер позволяет подписчикам настраивать большинство станций по своему вкусу, настраивая такие параметры, как: знакомые / хиты или незнакомые / глубина, студийные записи или живые выступления, а также новый / недавний или старый / классический материал. Эти настроенные станции также позволяют слушателям воспроизводить музыку без перерывов диджеев. Приложения SiriusXM также включают обширную линейку заархивированных программ через сервис SiriusXM On Demand.
17 июня 2009 г. Sirius XM выпустила приложение для использования на iPhone и iPod Touch от Apple, позволяющее подписчикам прослушивать его программы на этих устройствах. Приложение не содержало всех программ, доступных для спутниковых слушателей. 17 марта 2011 г. приложение стало доступно и для iPad. В 2012 году приложение было обновлено для iOS и Android с дополнительным контентом и возможностью приостанавливать, перематывать и перематывать аудиопотоки вперед.
4 февраля 2010 г. было объявлено о приложении Sirius XM BlackBerry для использования на смартфонах BlackBerry (Bold, Curve, Storm и Tour). По состоянию на апрель 2013 года в приложении было более 150 каналов
28 мая 2010 г. было анонсировано приложение Sirius XM для смартфонов Android. По состоянию на апрель 2013 года в приложении более 130 каналов.
В рамках подписанного 9 декабря 2010 года нового пятилетнего контракта Говарда Стерна с SiriusXM, «Шоу Говарда Стерна» стало частью пакета мобильного приложения Sirius XM.
18 марта 2015 г. SiriusXM выпустила обновленный пользовательский интерфейс приложения для Android и iOS.
По состоянию на октябрь 2017 года SiriusXM доступен для потоковой передачи через пользовательские приложения на различных подключенных устройствах, включая Amazon Alexa, Fire TV, Sonos, PlayStation, Roku и смарт-телевизоры..
В мае 2018 года SiriusXM представила новый внешний вид настольного веб-плеера и мобильных приложений. Функция MySXM, включая все пользовательские миксы, которые слушатели сохраняли с течением времени, была удалена. SiriusXM утверждает, что они работают над более персонализированной функцией, которая будет выпущена в ближайшие месяцы. Позже SiriusXM расширила свои интернет- и мобильные платформы, приобретя Pandora в феврале 2019 года.
В начале ноября 2019 года SiriusXM стал доступен для потоковой передачи на всех устройствах, использующих Google Assistant.

### Подписки
После слияния Sirius XM начала предлагать множество новых опций, в том числе предложения à la carte, семейную версию и пакеты «в основном музыка» или «новости, спорт и разговоры» по цене от 6,99 до 16,99 долл. в месяц.
До слияния Sirius предлагала за единовременную плату пожизненную подписку на радиоустройство, но не конкретного клиента. После слияния из-за изменений в политиках и контрактах по пакетированию услуги некоторых клиентов, которые приобрели пожизненные подписки, были сокращены или отменены, и они не смогли получить возмещение.

### Суды
4 декабря 2014 года Sirius XM Holdings согласилась на урегулирование спора на сумму 3,8 миллиона долларов США с 45 штатами и округом Колумбия по иску, инициированному тогдашним генеральным прокурором Огайо Майком ДеВайном, в связи с практикой компании в отношении выставления счетов и продления услуг. В иске утверждалось, что Sirius XM Holdings участвовала в «вводящих в заблуждение, несправедливых и вводящих в заблуждение действиях или действиях, нарушающих законы штата о защите прав потребителей».
21 ноября 2024 г. судья Верховного суда Нью-Йорка Лайл Фрэнк постановил, что компания затрудняла своим пользователям отменять подписку, на которую подписаться можно было через интернет-форму, а отказаться — через телефонную систему обслуживания.

## В Канаде
Работающие в Канаде Sirius Canada и XM Canada являлись совместными предприятиями, в которых Sirius XM владела 20 % и 23,3 % акций. После слияния в США канадские подразделения не сразу согласились на аналогичное слияние: Sirius Canada имеет почти 80 % от общей базы подписчиков спутникового радио в этой стране и считала, что заслуживает более выгодных условий, чем долю в новой компании в формате 50/50; аналогично XM Canada считала свою сделку с НХЛ правом на более выгодную долю.
24 ноября 2010 г. XM Radio Canada и Sirius Canada объявили об объединении в Sirius XM Canada, 12 апреля сделка была одобрена CRTC и закрыта 21 июня. Лицензиат XM Canada Canadian Satellite Radio Holdings Inc. Джона БитоваBitove получила 30 % акций, основные акционеры Sirius Canada Slaight Communications и Canadian Broadcasting Corporation — по 20 % каждая, а Sirius XM — 25 %. К 2020 году Sirius XM Holdings владела 70 % обычных и 33 % голосующих акций Sirius XM Canada.

## Техническая составляющая

### Приёмники
XM и Sirius использовали разные системы сжатия и условного доступа, что делало их радиоприёмники несовместимыми с услугами друг друга. Условием слияния было то, что Sirius XM выведет на рынок спутниковые радиоприемники, которые будут принимать каналы XM и Sirius в течение одного года. Интероперабельное радио, названное MiRGE, стало доступным с марта 2009 года, но вскоре было прекращено после того, как обе службы устранили дублирующие каналы, тем самым устранив необходимость в нём. в декабре 2 года Sirius XM предлагает радиостанции для дома, офиса, автомобилей, судов и авиации

### Спутники
По состоянию на май 2017 года на орбите находится пять спутников: два спутника XM и два спутника Sirius, а также один запасной. XM-3 и XM-4 являются активными спутниками службы XM и заменили исходные спутники XM-1 и XM-2 (которые были выведены на орбиты захоронения). Сириус FM-5 и FM-6 функционируют как основные для стороны Сириуса. FM-6 был запущен 25 октября 2013 г. и был объявлен готовым к эксплуатации 2 декабря 2013 г. Первоначально спутник служил запасным на орбите, пока компания работала над развертыванием ретрансляторов на стороне Сириуса, которые были необходимы для перехода на полную геостационарную орбитальная операция. В 2016 году FM-6 был введен в эксплуатацию и официально заменил оригинальные Sirius с FM-1 по FM-3, которые работали на эллиптической орбите. Позже FM-1-FM-3 были выведены на орбиты захоронения. С этим изменением FM-5 и FM-6 обслуживают исключительно службу Sirius, отражая XM-3 и XM-4. Перед запуском FM-6 14 октября 2010 года XM-5 был отправлен на орбиту «Протоном» из Казахстана. Он может вести вещание на любую службу. XM-5 служит запасным на орбите для всей системы и может работать вместо спутника Sirius или XM. В конце 2016 года SiriusXM разместила заказ на два новых спутника SXM-7 и SXM-8, которые заменят XM-3 и XM-4 и смогут доставлять контент Sirius или XM на радиоприемники. SXM-7 был запущен 13 декабря 2020 г. с помощью SpaceX Falcon 9 (не удалось после успешного вывода на орбиту), а SXM-8 был запланирован к запуску 6 июня 2021 (но был отложен из-за отказа SXM-7)
Спутники Sirius вещают в диапазоне частот S от 2,3200 до 2,3325 ГГц, в то время как радио XM использует соседние частоты 2,3325-2,3450 ГГц.

#### Список спутников
- Sirius FM-1 (Radiosat 1) — запущен 30 июня 2000 года.
- Sirius FM-2 (Radiosat 2) — запущен 5 сентября 2000 года.
- Sirius FM-3 (Radiosat 3) — запущен 30 ноября 2000 года.
- Sirius FM-4 (Radiosat 4) — наземный запасной спутник, на орбиту не выводился. В октябре 2012 года в качестве экспоната был пожертвован Центру Стивена Удвара-Хази.[107]
- Sirius FM-5 (Radiosat 5) — запущен 30 июня 2009 года.
- Sirius FM-6 (Radiosat 6, COSPAR 2013-058A) — запущен 25 октября 2013 года.[108]
- XM-1 (Roll, COSPAR 2001-018A) — запущен 8 мая 2001 года, выведен в 2016 году на кладбищенскую орбиту.[109]
- XM-2 (Rock, COSPAR 2001-012A) — запущен 18 марта 2001 года, срок лицензии ФКС истёк в 2014 году.[109]
- XM-3 (Rhythm, COSPAR 2005-008A) — запущен 28 февраля 2005 года.[110]
- XM-4 (Blues, COSPAR 2006-049A) — запущен 30 октября 2006 года.[110]
- XM-5 (COSPAR 2010-053A) — запущен 14 октября 2010 года.[111]
- SXM-7 — запущен 13 декабря 2020 года[112] ракетой-носителем SpaceX Falcon 9 и заменил спутник XM-3.[113] 27 января 2021 года Sirius XM объявил, что у спутника произошли сбои во время испытаний на орбите.[101]
- SXM-8 — запущен 6 июня 2021 года с помощью SpaceX Falcon 9, заменил XM-4.[102]